# Palmocentrinus
Palmocentrinus är ett släkte av skalbaggar. Palmocentrinus ingår i familjen vivlar.
Kladogram enligt Catalogue of Life:
| Palmocentrinus | \| \| Palmocentrinus butia \| \| \| \| \| \| Palmocentrinus lucidulus \| \| \| \| \| \| Palmocentrinus malleri \| \| \| \| \| \| Palmocentrinus mourei \| \| \| \| \| \| Palmocentrinus punctatus \| \| \| \| |
|                | \| \| Palmocentrinus butia \| \| \| \| \| \| Palmocentrinus lucidulus \| \| \| \| \| \| Palmocentrinus malleri \| \| \| \| \| \| Palmocentrinus mourei \| \| \| \| \| \| Palmocentrinus punctatus \| \| \| \| |
|                | Palmocentrinus butia |
|                | |
|                | Palmocentrinus lucidulus |
|                | |
|                | Palmocentrinus malleri |
|                | |
|                | Palmocentrinus mourei |
|                | |
|                | Palmocentrinus punctatus |
|                | |